# 卡耳墨群
卡耳墨群是木星的一群逆行不規則衛星，它們遵循與卡耳墨相似的軌道和有著共同的來源。
它們的半長軸 (與木星的距離) 範圍在22.9至24.1Gm，它們的軌道傾角在164.9° 至165.5°，還有離心率在0.23至0.27之間 (除了一顆之外)。
核心的成員包括 (由大至小) ：

此圖顯示木星最大的不規則衛星，卡耳墨群的位置以在圖中間偏下的卡耳墨顯示。天體在水平軸的位置標示出與木星的距離，垂直軸標示出它的軌道傾角，軌道離心率以黃色的線段標示出與木星最近和最遠的距離。圖示中圓圈的大小對照出天體的大小。

這個圖比較卡耳墨群核心成員的軌道要素和相對大小。水平軸說明了它們與木星的平均距離，垂直軸是它們的軌道傾角，圓圈是它們相對的大小。

- 卡耳墨 (Carme，该群中最大者，此群以他命名。)
- 塔吉忒 (Taygete)
- 伊克剌德 (Eukelade) [3]
- S/2003 J 5[3]
- 喀爾得涅 （Chaldene）
- 伊索諾爾 (Isonoe)
- 卡呂刻 (Kalyke，本質上比其它的成員更紅)
- 伊莉諾姆 (Erinome)
- 艾特尼 (Aitne)
- 卡勒 (Kale)
- 帕西克（Pasithee，也可以稱為帕西刻）
- 赫斯（Herse）
- 厄利（Arche）
- S/2003 J 19[3]
- 喀莉克爾（Kallichore）

未确定
- S/2003 J 9[3]
- S/2003 J 10[3]

木星衛星軌道的位置尚未確定，天文學家猜測它是落在卡耳墨群附近，所以暂时将其列入卡耳墨群里。
國際天文聯合會 (IAU)為所有逆行衛星儲備的名稱 ，包括群的名稱，都是以-e做為字尾。

## 來源
核心成員的軌道要素非常低的離中趨勢平均數1 (半長軸的差異少於70萬公里，軌道傾角的差異小於0.7°)認為卡耳墨群可能是單一個體在一次的撞擊中形成的。這種離中趨勢可以解釋很小的速度衝量 (5 < δV < 50 米/秒)。 
母體的大小可能與卡耳墨相當，直徑46公里，群中99%的質量仍然留在卡耳墨上。
單一個體的起源進一步支持來自顏色上的認知：
所有all2的衛星都是淡紅色，色指數 B-V= 0.76 和V-R= 0.47，和 紅外線光譜，與D-型小行星相似。
這些資料都與來自祖輩的希爾達家族或木星特洛伊一致。
1木星的不規則衛星共通軌道參數由於在短時間內受到木星強大的攝動，會有廣泛性的變化。例如，在報告中有軌道半長軸在兩年內的變化大到1 Gm，在12年離心率變化0.5，24年內傾角改變5°。平均軌道要素是以目前的軌道要素使用很長一段時間的數值積分計算得到的平均值，使用在動力學家族的測量。

這張關係圖以和其它圖相同的尺度顯示安納金群，說明其廣泛的離中趨勢以和緊實的卡耳墨群比較(參考相關的圖)。

這張關係圖顯示卡耳墨群的密集度。

2除了卡呂刻 (Kalyke)在本質上更紅.